# Les Apparitions fugitives
Pour plus de détails, voir Fiche technique et Distribution.
Les Apparitions fugitives est un film de Georges Méliès sorti en 1904 au début du cinéma muet.

## Synopsis
Dans un salon, un magicien fait apparaître une femme devant une étoffe. Il place ensuite deux étoffes sur deux fauteuils, fait asseoir la femme dans un, s'assied dans l'autre, puis change de place avec la femme de façon presque instantanée. Puis le magicien s'assied sur un tabouret, porte la femme qui alors disparaît. Il fait ensuite apparaître la femme sur une table, change ses vêtements puis la fait définitivement disparaître, alors que lui file dans les airs avant de repasser faire un rapide salut par un des côtés de la pièce.